# Wołkowyski Okręg Etapowy
Wołkowyski Okręg Etapowy – okręg etapowy Wojska Polskiego.

## Formowanie i zmiany organizacyjne
W końcu maja 1919 dotychczasowe Dowództwo Okręgu Etapowego zostało przeniesione z Białegostoku do Wołkowyska.
15 października 1920 zreorganizowano podział obszaru wojennego na dowództwa okręgów etapowych. DOE w Wołkowysku podlegało 2 Armii i obejmowało powiaty: bialski, wołkowyski, północną część powiatu lidzkiego i powiat oszmiański.

## Struktura organizacyjna
Organizacja i rozmieszczenie w 1919:
- Dowództwo OE – Wołkowysk
- powiat etapowy „Baranowicze”
- powiat etapowy „Dzisna”
- powiat etapowy „Grodno”
- powiat etapowy „Lida”
- powiat etapowy „Mińsk”
- powiat etapowy „Mołodeczno”
- powiat etapowy „Nowogródek”
- powiat etapowy „Oszmiana”
- powiat etapowy „Słonim”
- powiat etapowy „Sokółka”
- powiat etapowy „Suwałki”
- powiat etapowy „Święciany”
- powiat etapowy „Troki”
- powiat etapowy „Wilejka”
- powiat etapowy „Wilno”
- powiat etapowy „Wołkowysk”

## Obsada personalna
Dowódcy okręgu
- gen. ppor. Wincenty Odyniec
- gen. por. Stanisław Pruszyński (od 16 VII 1919)
- gen. ppor. Józef Prokopowicz (1919)
- ppłk Włodzimierz Kodrębski (1920)[3]

Dowódcy powiatów etapowych
- ppłk piech. Antoni Ostankowicz – dowódca Powiatu Etapowego Baranowicze (od 21 VIII 1919)[4]
- płk piech. Tomasz Giewartowski – dowódca Powiatu Etapowego Sokółka (1920[5])